# توماس استیتز
توماس آرتور استیتز (به انگلیسی: Thomas Arthur Steitz) (متولد ۲۳ اوت ۱۹۴۰) استاد زیست‌فیزیک مولکولی و زیست‌شیمی، مؤسسه پزشکی هاورد هیوز، دانشگاه ییل، نیوهیون، کانتیکت، ایالات متحده آمریکا است. در سال ۲۰۰۹ «برای مطالعه بر روی ساختار و عملکرد رناتن» به‌طور مشترک به همراه عادا یونات و ونکاترامان راماکریشنان موفق به دریافت جایزه نوبل شیمی شد. و در سال ۲۰۰۷ برنده جایزه بین‌المللی گاردنر شد.

## زندگی‌نامه
استیتز در میلواکی، ویسکانسین زاده شد و مدرک کارشناسی خود را از دانشگاه لورنس گرفت. او در سال ۱۹۶۶ دکترای زیست‌شیمی و زیست‌شناسی مولکولی از دانشگاه هاروارد را دریافت کرد.
وی هم‌اکنون در برنفرد، کنتیکت زندگی می‌کند.